# One Man Army
A One Man Army a finn Ensiferum hatodik nagylemeze, mely 2015-ben jelent meg a Metal Blade Records gondozásában, és a címadó számra készült egy videóklip is. Magyar vonatkozás, hogy a borítót Havancsák Gyula készítette. Az album megjelenése hetében vezette a finn lemezeladási listát.

## Az album dalai
Az összes dalszöveg szerzője Sami Hinkka. 
| 1.    | March of War (Toivonen)                                | 1:32  |
| 2.    | Axe of Judgement (Toivonen/Ensiferum)                  | 4:33  |
| 3.    | Heathen Horde (Toivonen/Ensiferum)                     | 4:12  |
| 4.    | One Man Army (Toivonen/Ensiferum)                      | 4:25  |
| 5.    | Burden of the Fallen (Toivonen)                        | 1:49  |
| 6.    | Warrior Without a War (Toivonen/Ensiferum)             | 5:24  |
| 7.    | Cry for the Earth Bounds (Hinkka/Ensiferum)            | 7:31  |
| 8.    | Two of Spades (Toivonen/Ensiferum)                     | 3:39  |
| 9.    | My Ancestors' Blood (Toivonen/Ensiferum)               | 4:30  |
| 10.   | Descendants, Defiance, Domination (Toivonen/Ensiferum) | 11:20 |
| 11.   | Neito Pohjolan (Toivonen/Ensiferum)                    | 4:10  |
| 53:05 |                                                        |       |

## Közreműködők
- Petri Lindroos - ének, gitár
- Markus Toivonen - gitár, ének
- Sami Hinkka - basszusgitár, ének
- Janne Parviainen - dobok
- Emmi Silvennoinen - billentyűs hangszerek, ének